# Скиото
Скиото (английски: Scioto River) е река в централно и южно Охайо дълга повече от 372 км.
Тя извира в окръг Оглейз в западната централна част на щата Охайо, минава през Кълъмбъс, където се събира със своя най-голям приток Олинтанги и се влива в река Охайо при Портсмут. Твърде малка за модерни търговски превози, основната икономическа важност на реката е използването и за почивка и за питейна вода.

## География
В долната част долината на река Скиото е голяма и широка и е благоприятна за отглеждане на култури. Размразената вода от топенето на ледниците е издълбала широка долина. Долината е равна и разливите дават продуктивни резултати. В резултат на това, фермите в долната част на Скиото, където тя преминава през ниски хълмове са оградени с широколистни дървета.
Геоложката история на река Скиото започва след унищожаването на речната мрежа Тийз по време на ледниковия период и последващото създаване на рекаОхайо. На север, течението на река Тийз е блокирано от ледниците и от други реки, което води до серия от разливи, образувайки езера в съседните долини. Гласиал Лейк Тайд се оценява на големина на две трети над съвременното езеро Ери. Долините извън обсега на ледниците са пренаредени за създаване на река Охайо и на река Скиото, които заменят река Тийз. Скиото тече в коритото на река Тийз. В градовете Кълъмбъс и Дъблин реката прорязва дефиле, в което много потоци нейни притоци образуват водопади като водопада Хейдън.

## История
Долината на Скиото е била дом на много местни индиански култури. Най-известните групи са строителите на могили на културата Хоупуел. Множество надгробни могили могат да се видят около Чиликоте в Националния исторически Парк на Културата Хоупуел. Името Скиото е получено от виандот думата skɛnǫ·tǫ' – 'елен' (сравнено с шенандоа, получено от думите за елен в други Ирокезки езици).
В годините до Гражданската война, река Скиото предоставя път към свободата за много роби, които бягат от Юга и продължават на север след преминаването на река Охайо.
Традиционната песен за цигулка, „Биг Скиоти“, носи името на реката. Мелодията се приписва на семейство Хамънс от Западна Вирджиния.
През 2012 г. водата в реката падна до рекордното или близо до рекордното ниско ниво в резултат на голямата суша през 2012 г., която обхваща Северна Америка и Охайо.

## Водоеми
Има два големи язовира на реката. Григс в Колъмбъс е построен през 1904 – 1908 г., който предоставя вода за града. По-нагоре по течението в Шоуни Хилс се намира язовира О'Шоанеси, който е построен през 1922 – 1925 г. И двата язовира се управляват в Кълъмбъс.
Разрушаването на язовира Майн Стрийт под Колъмбъс, който е построен през 1921 г., започва през ноември 2013 г. премахването му първоначално е предложено още през 2010 г. като стратегически план за долната част под Кълъмбъс, струващ 35,5 милиона долара. Проектът се финансира от коалиция от обществени и частни организации.
До неговото разрушаване, Майн Стрийт, заема около 3.7 км2 от река Скиото, и предизвиква изкуствено увеличаване на ширината на реката средно от 150 м под Кълъмбъс. След приключването на проекта Скиото зелени пътеки ще се намали ширината на реката почти наполовина, и ще се освободят 33 дка (13хектара) земя, които ще бъдат присъединени към парковата зона на града. Реката ще бъде възстановена и върната в естественото и корито. Експерти смятат, че проектът за възстановяване ще доведе до оздравяване на реката и превръщането и в най-добрата среда за растения, риби и миди.

## Селища
Градове и селища изброени от горе надолу по реката:
- Кентън
- Ла Рю
- Грийн Камп
- Проспект
- Шоуни Хилс
- Дъблин
- Горен Арлингтън
- Кълъмбъс
- Съркълвил
- Чиликоте
- Уейвърли
- Пиктън
- Портсмут

## Имена
Според Информационната система за географските имена в САЩ, река Скиото също е известна като:
- Биг Скиота Ривър
- Биг Скиото Ривър
- Чианото Ривър
- Грейт Сиота Ривър
- Менкуи Сийпунк
- Ривиер Чиануски
- Ски-оу-то
- Скиодо Крийк
- Скиота Ривър
- Сиййота Ривър
- Синиото Ривър
- Сиотей Ривър
- Сиото Ривър